# لية (العراق)
ليّة هي منطقة عراقية في ناحية بصية بقضاء السلمان بمحافظة المثنى بالبادية العراقية جنوب العراق، فيها آبار اسمها قلبان ليّة. وكان من ليّة طريقان شمالاً، أحدهما إلى الجليبة والآخر إلى أبي غار. وفي سنة 2021 ذُكر أن في ليّة مُخلّفات حربية كالألغام والقنابل مِن آثار معركة أم المعارك سنة 1991 والغزو الأمريكي للعراق سنة 2003. وكان فيها سجن.